# Perämeren Kansallispuisto
Perämeren Kansallispuisto este o arie protejată (arie specială de conservare — SAC, sit de importanță comunitară — SCI) din Finlanda întinsă pe o suprafață de 15.890 ha, integral pe uscat.

## Localizare
Centrul sitului Perämeren Kansallispuisto este situat la coordonatele 65°37′39″N 24°19′14″E / 65.6275°N 24.3206°E.

## Înființare
Situl Perämeren Kansallispuisto a fost declarat sit de importanță comunitară în august 1998 pentru a proteja 3 specii de plante și 2 specii de animale. Situl a fost protejat și ca arie specială de conservare în aprilie 2015.

## Biodiversitate
Situată în ecoregiunea boreală, aria protejată conține 13 habitate naturale: Lagune de coastă, Recifuri, Pășuni de coastă din Baltica boreală, Litoraluri nisipoase din Baltica boreală cu vegetație perenă, Dune de coastă fixe cu vegetație erbacee („dune gri”), Pajiști uscate europene, Pajiști fino-scandinave uscate până la mezice, bogate în specii de altitudine mică, Mlaștini turboase de tranziție și turbării mișcătoare, Păduri naturale în etape succesive primare ale suprafețelor emergente de coastă, Păduri fino-scandinave bogate în ierburi cu Picea abies, Pășuni din zone de pădure fino-scandinave, Insulițe și insule mici din Baltica boreală, Vegetație perenă pe țărmurile stâncoase.
La baza desemnării sitului se află mai multe specii protejate:
- plante (3): Alisma wahlenbergii, Artemisia campestris subsp. bottnica, Primula nutans
- mamifere (2): Halichoerus grypus, Pusa hispida botnica

Pe lângă speciile protejate, pe teritoriul sitului au mai fost identificate 7 specii de plante, 11 specii de păsări, 2 specii de pești.